# Korkeasaari (ö i Finland, Kajanaland, Kehys-Kainuu, lat 64,92, long 28,62)
Korkeasaari är en ö i Finland. Den ligger i sjön Hoikkajärvi och i kommunen Suomussalmi i den ekonomiska regionen  Kehys-Kainuu  och landskapet Kajanaland, i den centrala delen av landet, 600 km norr om huvudstaden Helsingfors. Öns area är 0,5 hektar och dess största längd är 100 meter i öst-västlig riktning.